# Укус ангела
«Укус ангела» — роман современного русского писателя Павла Крусанова. Впервые был опубликован в конце 1999 года в сокращённом варианте (журнальной версии) в журнале «Октябрь». В 2000 вышел в издательстве «Амфора», после чего выдерживал несколько переизданий.

## Содержание
В центре повествования находится путь к власти Ивана Некитаева — сына русского офицера и китаянки. Действия разворачиваются в России нашего времени, но её история отличается от нашей где-то с середины XIX века: захвачены черноморские проливы, а страны восточной Европы являются вассалами империи. Иван дослуживается до звания генерала, потом получает пост генерал-губернатора Царьграда, избирается консулом и, наконец, узурпирует власть, провозглашая себя императором. При этом, он сожительствует с собственной сестрой, которая в то же время является женой сына его приёмного отца.
Большое место в романе занимает мистика, волшебство и альтернативная мифология. Сюжетная линия о могах и могуществах позаимствована из романа Александра Секацкого «Моги и их могущества».

## Критика
Критика неоднозначно приняла роман, провозглашая его как великим произведением, так и незаслуженно раскрученным рекламными средствами, также Павла Крусанова обвиняли в пропаганде «имперскости». Жанр произведения однозначно не определён критиками, однако подмечены черты антиутопии, фэнтази, магического реализма и др.